# 魁星

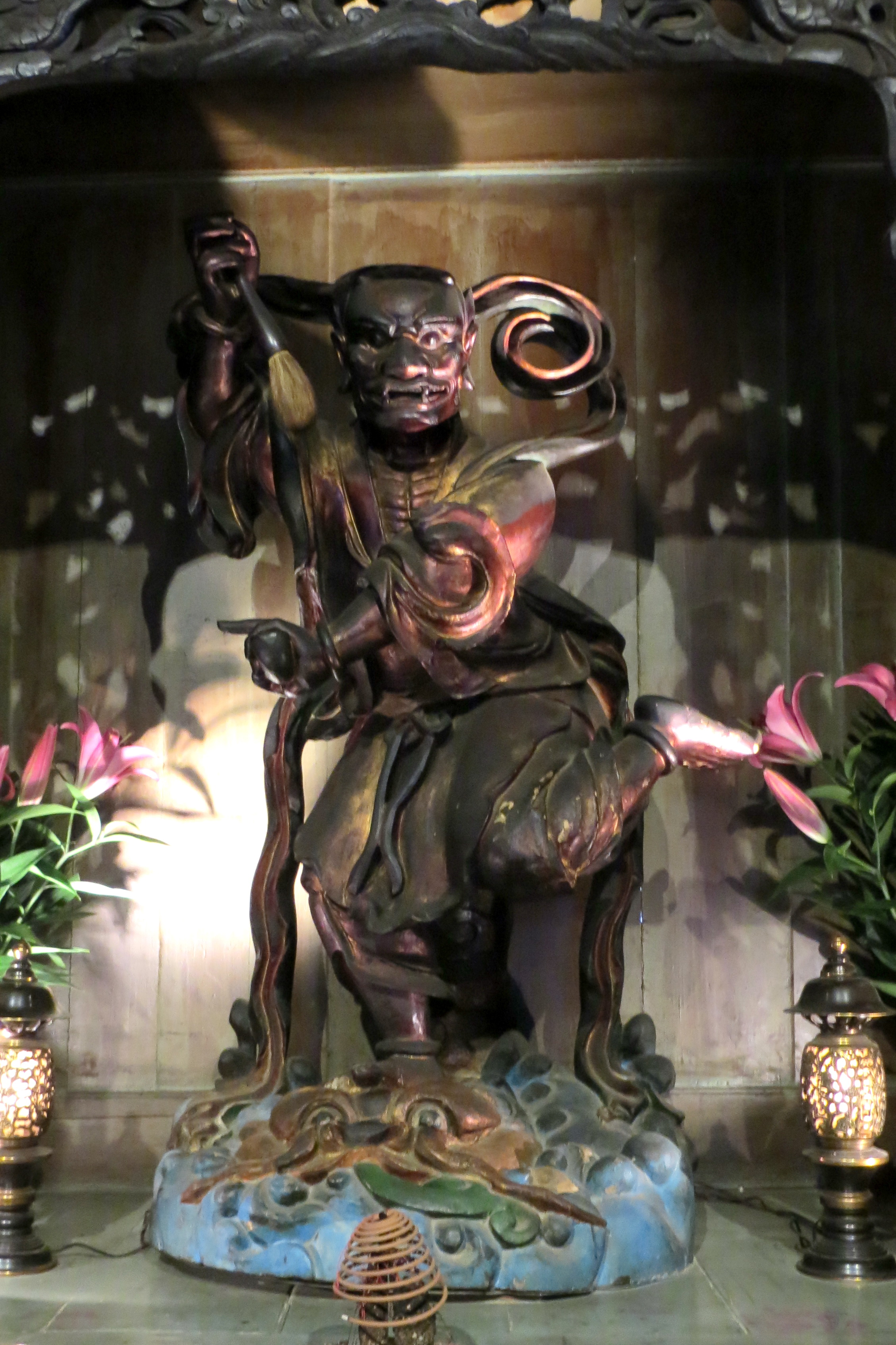
台南赤崁樓文昌閣 魁星爺

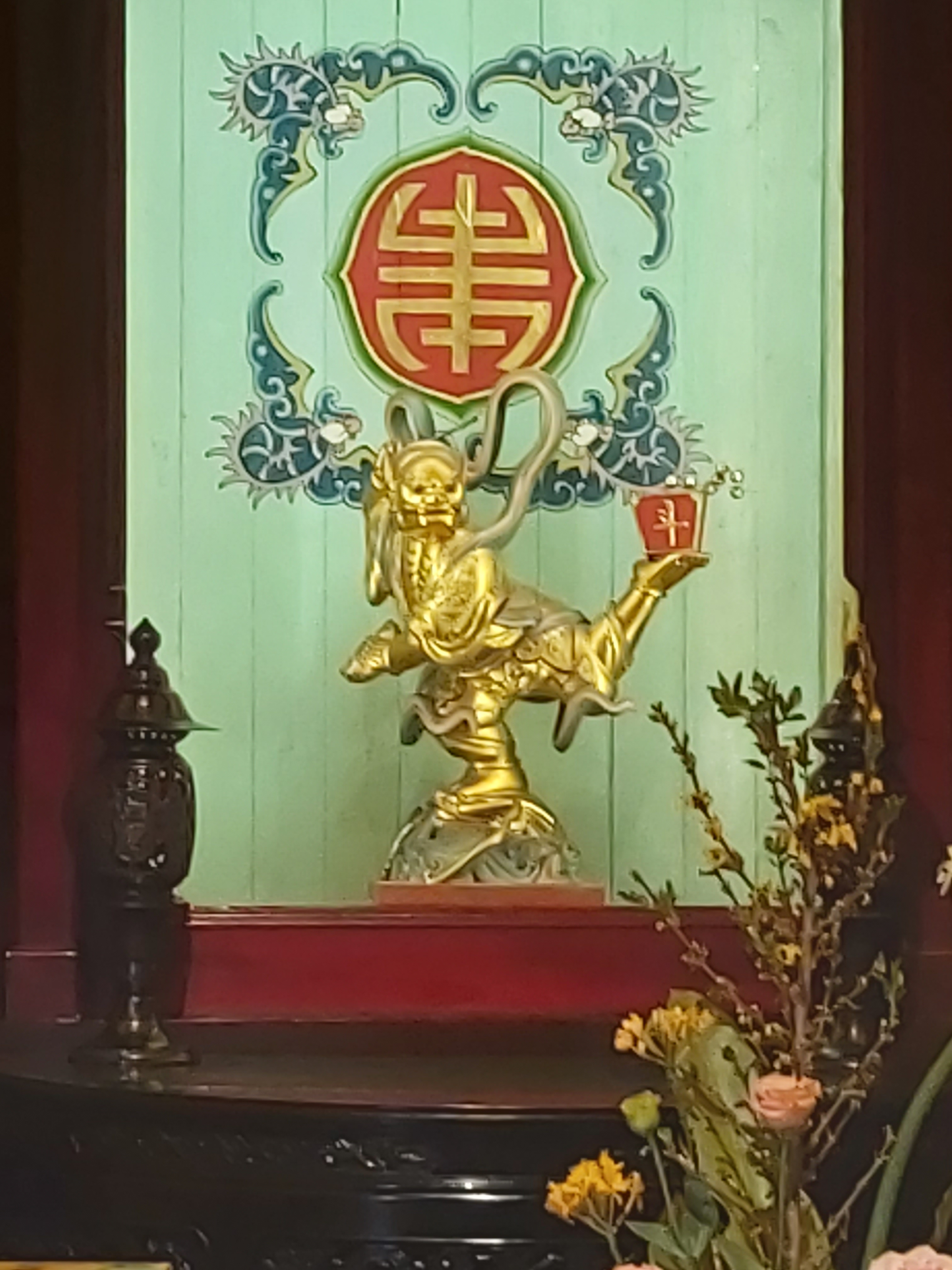
艋舺龍山寺 魁星爺

文魁星，或稱奎星，原指奎宿，後指北斗七星的第一至第四顆星，這四星為斗魁，另三星為斗杓。
另一說指魁星是離斗柄最遠的星天樞。
魁星之星君（星神）被認為是主宰文運之神，尊稱為大魁夫子或大魁星君，又與文昌帝君、朱衣帝君、孚佑帝君、關聖帝君合稱「五文昌」，為文人所敬奉。
魁星在江戶時代傳入日本，被視為書本之神。

## 天文學觀點
漢代緯書《春秋運斗樞》指出「魁」即為北斗七星中的第一至四顆星，也稱為「斗魁」。《春秋文耀鉤》又以：「玉衡屬杓，魁為旋璣」，將璇璣釋為北斗魁四星，玉衡釋作杓三星。四星之資料列表如下：
| 星名 | 術數名 | 英文名 | 拜耳恆星 命名法 | 能見度 | 距離 （光年） |
| ---- | ------ | ------ | --------------- | ------ | ------------- |
| 天樞 | 貪狼   | Dubhe  | α UMa           | 1.8    | 124           |
| 天璇 | 巨門   | Merak  | β UMa           | 2.4    | 79            |
| 天璣 | 祿存   | Phecda | γ UMa           | 2.4    | 84            |
| 天權 | 文曲   | Megrez | δ UMa           | 3.3    | 81            |

也有一說指「魁，斗之首」，認為魁星只是指北斗中的第一顆星天樞。

## 相關信仰
因為魁星「屈曲相鈞，似文字之書」，故魁星之神被認為能主宰文運，尊稱「大魁夫子」或「大魁星君」。
此神祇之形象貌似鬼，以腳踢斗。民間的魁星塑像，右腳踩鰲頭（象徵中第），左腳踢起星斗，手握筆，身體動感十足。明末清初思想家顧炎武認為此形象是後人改「奎星」為「魁星」後，根據「魁」的字形所創造。
許多地方會建築文昌閣以祭祀魁星及文昌帝君，此外亦常見於各地的文昌宮、文武廟中，例如台北文昌宮、新莊文昌祠、台中南天宮、高雄文武聖殿等。
大魁星君與文昌帝君、朱衣帝君、孚佑帝君、關聖帝君合稱五文昌，為文人所敬奉。

### 供奉處所

#### 臺灣
主祀魁星之處所如下
- 新北市淡水區魁星宮
- 桃園市中壢區大雲合聖宮
- 台中市大里區永隆宮魁星閣（民國92年（2003年）分靈自漳州雲霄林太師公祖廟云山书院）[6]
- 彰化縣秀水鄉玉陵宮
- 雲林縣台西鄉明聖宮
- 台南市中西區奎樓書院
- 台南市中西區赤崁樓文昌閣
- 台南市中西區臺南孔子廟文昌閣
- 澎湖縣馬公市文石書院魁星樓

#### 福建
- 金門縣金城鎮奎閣（魁星樓）

## 辨析
文魁星、文曲星、文昌星在民間經常混同，不過在宗教中魁星是鬼面踢斗的大魁星君，文昌星神則為文人打扮的文昌帝君。
天文學上的「文曲」是北魁斗中第四星天權的古名（英文名：Megrez δ，大熊座第六十九號星δ星）；「文昌」則是三垣二十八宿中紫微垣的一個星官，有星六顆，如半月形（見圖片左邊），列在北斗魁前（因此有「魁星踢斗」之說），分別象徵六個政府部門或官員，分別為上將、次將、貴相、司命、司中、司祿。按西方星座的畫分，這六星均屬大熊座。
| 文昌二 | 大熊υ  | 文昌二   |
| 文昌三 | 大熊φ  | 文昌三   |
| 文昌四 | 大熊θ  | 文昌四   |
| 文昌五 | 大熊15 | 大熊座15 |
| 文昌六 | 大熊18 | 大熊座18 |

由此看來，文曲、文昌和魁星實各有所指。